# MTV Unplugged in New York
MTV Unplugged in New York är det amerikanska grungebandet Nirvanas enda akustiska livealbum, släppt den 31 oktober 1994 via skivbolaget Geffen Records. Albumet innehåller de fjorton låtar bandet uppträdde med under MTV Unplugged, vilket ägde rum den 18 november 1993 i Sony Music Studios i New York. Nirvanas uppträdande regisserades av Beth McCarthy och sändes, i en något förkortad version, för första gången på MTV den 14 december 1993. Bandet valde att inte framföra sina mest kända låtar utan spelade istället sex coverversioner av andra artisters låtar, såsom "The Man Who Sold the World" av David Bowie och "Where Did You Sleep Last Night" av Leadbelly.
Inför uppträdandet på MTV Unplugged hade Kurt Cobain som önskemål att scendesignen skulle bestå av vita liljor, levande ljus, gardiner och en kristallkrona, vilket enligt MTV-producenten Alex Coletti fick det hela att se ut som en begravning. Cobain hade även bjudit in bröderna Curt och Cris Kirkwood från Meat Puppets att spela med Nirvana och tillsammans med dem uppträdde även gitarristen Pat Smear och cellisten Lori Goldston. Repetitionerna gick dåligt och Cobain var väldigt nervös inför att medverka på MTV Unplugged. Han led även av buksmärtor och utsättningsbesvär från sitt heroinmissbruk. Trots detta gick uppträdandet över förväntan och Nirvana klarade av alla låtar under en och samma tagning, vilket var ovanligt. Cobain var till en början missnöjd med Nirvanas medverkan på MTV Unplugged, men ändrade sin åsikt redan någon timme efter uppträdandet. Den 8 april 1994 hittades Cobain död i sin bostad i Seattle och dödsorsaken stämplades som självmord genom ett hagelskott avlossat mot huvudet. I och med denna händelse upplöstes Nirvana.
Efterfrågan på nytt Nirvana-material ökade lavinartat efter Cobains död och MTV Unplugged in New York släpptes redan samma år i ett försök att möta denna efterfrågan; det dröjde till november 2007 innan videoinspelningen av Nirvanas uppträdande på MTV Unplugged lanserades officiellt. Både CD- och DVD-utgåvorna av MTV Unplugged in New York mottogs med främst positiva reaktioner. Recensenterna uppmärksammade hur intimt och känslomässigt albumet var, men påpekade samtidigt att Cobains smärta och självmordsbenägenhet lyste igenom. CD-utgåvan av MTV Unplugged in New York har certifierats för platina i flera länder och i Sverige har albumet certifierats för guld. MTV Unplugged in New York vann 1996 en Grammy Award i kategorin Best Alternative Music Performance och Rolling Stone placerade 2003 albumet på plats 311 på listan "The 500 Greatest Albums of All Time".

## Bakgrund
MTV Unplugged är ett TV-program som sänds på MTV, där termen "unplugged" syftar på att artisterna som uppträder har kopplat ur sina instrument från all elektrisk utrustning; termen är därmed synonym med att spela akustisk musik. Programmet började sändas den 26 november 1989 och i det första avsnittet uppträdde Squeeze, Syd Straw och Elliot Easton. MTV Unplugged fick sitt genombrott mycket tack vare Paul McCartneys uppträdande den 25 januari 1991, även om tidigare uppträdanden av bland annat Sinéad O'Connor och Aerosmith också hade uppmärksammats. Eric Claptons uppträdande på MTV Unplugged den 16 januari 1992 fick stor uppmärksamhet och med det tillhörande albumet Unplugged vann han 1993 sex stycken Grammy Awards. Roxettes uppträdande i programmet den 9 januari 1993 blev det första av ett band som inte hade engelska som modersmål.
| Att bröderna Curt (vänster) och Cris Kirkwood (höger) från Meat Puppets skulle närvara under Nirvanas uppträdande på MTV Unplugged gjorde producenterna på MTV förvånade och besvikna eftersom de hade förväntat sig artister som var mer välkända. |  | Att bröderna Curt (vänster) och Cris Kirkwood (höger) från Meat Puppets skulle närvara under Nirvanas uppträdande på MTV Unplugged gjorde producenterna på MTV förvånade och besvikna eftersom de hade förväntat sig artister som var mer välkända. |
| Att bröderna Curt (vänster) och Cris Kirkwood (höger) från Meat Puppets skulle närvara under Nirvanas uppträdande på MTV Unplugged gjorde producenterna på MTV förvånade och besvikna eftersom de hade förväntat sig artister som var mer välkända. |  | |

Nirvana fick sitt genombrott 1991 i och med lanseringen av deras andra album, Nevermind, som innehåller flera av deras mest kända låtar såsom "Smells Like Teen Spirit", "Come as You Are", "Lithium" och "In Bloom". MTV hade varit i kontakt med Nirvana och utan framgång försökt få dem att uppträda i programmet under ett tag. Det var först när Nirvana turnerade med Meat Puppets under 1993 som Kurt Cobain valde att acceptera MTV:s erbjudande att uppträda på MTV Unplugged. Cobain hade varit ett fan av Meat Puppets sedan han som tonåring sett dem vara förband åt Black Flag under en konsert. Under Nirvanas turné med Meat Puppets föreslog Cobain att de skulle uppträda tillsammans på MTV Unplugged med några av Meat Puppets låtar från deras andra album Meat Puppets II som lanserades 1984. Tre låtar ("Plateau", "Oh, Me" och "Lake of Fire") valdes ut från albumet eftersom Meat Puppets redan hade uppträtt akustiskt med dessa tidigare. När Cobain berättade för MTV om sina planer att uppträda tillsammans med Meat Puppets blev producenterna på MTV förvånade och besvikna eftersom de hade förväntat sig artister som var mer välkända.
Nirvana ville att deras uppträdande skulle bli speciellt. De hade sett andra avsnitt av MTV Unplugged och Dave Grohl kommenterade att många av de artister som uppträdde i programmet agerade som om de spelade på elektriska instrument och att de inte behandlade sina låtar annorlunda när de väl spelades akustiskt. Nirvana hade inga planer på att spela en akustisk version av deras genombrottslåt "Smells Like Teen Spirit", vilket gjorde producenterna på MTV nervösa. När MTV-producenten Alex Coletti fick en lista över de låtar Nirvana tänkte uppträda med ansåg han att inga av bandets mest kända låtar fanns med förutom "Come as You Are". Detta fick MTV att be Nirvana att välja några av deras mer kända låtar att spela, men bandet stod på sig och vägrade att ändra sin låtlista. Inför uppträdandet hämtade Nirvana inspiration från Mark Lanegans album The Winding Sheet från 1990 och Grohl har sagt att han fick känslan av att Cobain ville göra ett avskalat uppträdande i stil med Leonard Cohen. Nirvana fick även idén att göra coverversioner av David Bowies låt "The Man Who Sold the World" och Leadbellys låt "Where Did You Sleep Last Night" istället för att bara göra akustiska versioner av låtar från Nevermind.

## Förberedelser och repetitioner
Nirvanas uppträdande på MTV Unplugged planerades att äga rum den 18 november 1993 i Sony Music Studios i New York. Cobain hade själv valt ut scendesignen som skulle användas och hans önskemål var att det skulle finnas en speciell sorts vita orientaliska liljor (Lilium orientalis 'Stargazer') på plats samt att levande ljus, gardiner och en kristallkrona skulle pryda scenen. Coletti påpekade för Cobain att detta skulle få Nirvanas uppträdande att se ut som en begravning, men Cobain svarade att det var det han ville. Curt och Cris Kirkwood från Meat Puppets, som medverkade under uppträdandet, har sagt att de kände att scendesignen gjorde dem lugna och att de såg den som en sorts kokong.
Cobain var väldigt nervös inför uppträdandet; produktionschefen Jeff Mason sade att Cobain var skräckslagen och han noterade även att Cobain varken log eller skämtade innan bandets uppträdande. Nirvanas turnéchef Alex MacLeod har sagt att det var ovanligt för bandmedlemmarna att vara nervösa inför ett uppträdande och MacLeod antog att deras nervositet berodde på att de skulle öppna upp sig musikaliskt på ett helt annat sätt än vad de tidigare gjort. Det var på grund av denna nervositet som Cobain såg till att varken hans dåvarande fru Courtney Love eller deras dotter Frances Bean Cobain skulle vara närvarande under uppträdandet. Cobain led även av buksmärtor och utsättningsbesvär från sitt heroinmissbruk. På dagen innan uppträdandet fick MTV panik och de övervägde att se till att skaffa fram heroin åt Cobain för att stilla hans besvär; detta skedde dock aldrig utan Cobain klarade sig på några Valium istället. På morgonen innan deras uppträdande fyllde Cobain i ett formulär över sina matvanor eftersom han tidigare hade kräkt upp galla och blod.
Som en följd av deras nervositet hade Cobain och Grohl en dispyt under repetitionerna. Cobain kände att Grohl trummade för högt och trots att Grohl försökte trumma mer försiktigt fick han tillsägelser av Cobain. Cobain hade tidigare klagat på Grohls trummande, men det hela eskalerade under repetitionerna till MTV Unplugged. Det var först när Coletti gav Grohl ett par andra trumpinnar och några trumvispar som Cobain accepterade trummandet; Grohl själv beskrev det som att det var tack vare detta som Nirvana kunde hålla sitt uppträdande.
Repetitionerna ägde rum i SST Rehearsal Facility i New Jersey den 16 och 17 november 1993. Cobain dök upp sent till dessa repetitioner och enligt Curt Kirkwood såg Cobain ut som Jacob Marley. Nirvana och bröderna Kirkwood spelade igenom låtarna några gånger, men de övade aldrig på hela sitt uppträdande på en och samma gång. Under repetitionerna ska låtar ha spelats som Nirvana inte uppträdde med senare under programmet, däribland "Old Age", "Molly's Lips" och "Marigold". Repetitionerna gick dåligt och Earnie Bailey, som hjälpte Nirvana med deras instrument, har sagt att deras sound lät obearbetat och krångligt och han sade att det vore som om det var första gången bandmedlemmarna spelade tillsammans. Den 17 november sade Cobain till MTV att Nirvanas uppträdande inte kommer att äga rum längre. Kort därefter drog han tillbaka sitt uttalande och bandet höll den 18 november sin generalrepetition inför uppträdandet på MTV Unplugged. Även denna repetition gick dåligt och Nirvana hade stora problem att slutföra både "Pennyroyal Tea" och "The Man Who Sold the World". Det slutgiltiga beslutet var dock att Nirvanas uppträdande skulle hållas som planerat senare samma dag även om bandmedlemmarna kände att de inte hade övat tillräckligt mycket.

## Uppträdande

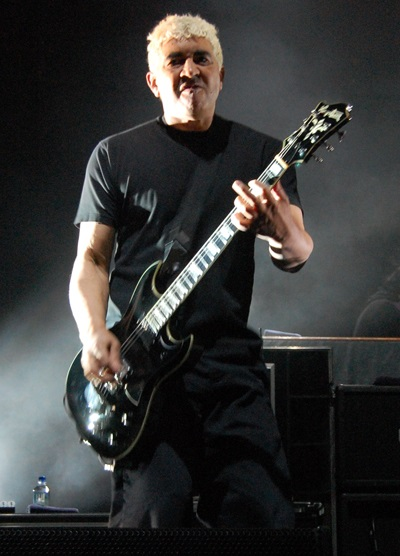
Tillsammans med Nirvana och bröderna Kirkwood uppträdde även gitarristen Pat Smear (på bilden) och cellisten Lori Goldston på MTV Unplugged.

Sony Music Studios var fullsatt när Nirvana började sitt första akustiska uppträdande någonsin. Tillsammans med Nirvana och bröderna Kirkwood (som var närvarande under tre av låtarna) uppträdde även gitarristen Pat Smear och cellisten Lori Goldston, som båda hade turnerat med Nirvana tidigare. Uppträdandet gick över förväntan och Coletti har sagt att Nirvana klarade av alla låtar under en och samma tagning, vilket var ovanligt. Några band i videokamerorna behövde inte heller bytas, vilket även det var sällsamt. Totalt uppträdde Nirvana med 14 låtar under cirka 56 minuter; av låtarna var en från Bleach, fyra från Nevermind, tre från In Utero och de resterande sex låtarna var coverversioner. Inför uppträdandet med "Pennyroyal Tea", en låt Nirvana hade haft ständiga problem med under repetitionerna, frågade Cobain om han skulle spela den solo, varpå Grohl uppmanade honom att göra så. Under "Jesus Doesn't Want Me for a Sunbeam" fick Krist Novoselic spela dragspel, vilket han har sagt sig uppskatta. MTV var oroliga att det skulle avslöjas att Cobain använde sig av en elektrisk förstärkare under uppträdandet. Gitarren Cobain spelade på, en ovanlig Martin D-18E, var tekniskt sett en akustisk gitarr men sågs även som en hybrid eftersom den hade elektriska pickuper samt volym- och tonkontroller. Coletti lät bygga en speciell låda som dolde förstärkaren på scenen så att varken publiken eller kamerorna skulle se den. Utöver detta hade Cobain effektpedaler som han använde sig av. Coletti försökte få Nirvana att utesluta "The Man Who Sold the World" eftersom det där tydligt kunde höras att Cobain använde effektpedalerna, men i slutändan fick Coletti ge med sig. Mellan "Something in the Way" och "Plateau" spelade Nirvana en förkortad och improviserad version av Lynyrd Skynyrds "Sweet Home Alabama". När sista låten, "Where Did You Sleep Last Night", var spelad försökte Coletti få Nirvana att spela ett extranummer, vilket alla gick med på utom Cobain. Coletti försökte övertyga honom i fem minuter innan Cobain svarade att han kände att han inte kunde överträffa den sista låten, vilket Coletti accepterade. Amy Finnerty från MTV kommenterade att när hon såg Cobains ansikte under tiden den sista tonen spelades var det som om allt liv gick ur honom.
Efter uppträdandet kände sig Cobain till en början dyster och han beklagade sig över sitt gitarrspelande för Finnerty. Han ansåg även att ingen i publiken verkade uppskatta Nirvanas uppträdande, men Finnerty försökte övertyga honom om att detta inte var sant. Det var först när de kom tillbaka till hotellet som Cobain kände att bandet hade gjort ett bra uppträdande på MTV Unplugged. Curt Kirkwood har sagt att han fick känslan av att befinna sig i ett akvarium under uppträdandet och att alla satt och pekade på dem. Novoselic ansåg att med Nirvanas uppträdande på MTV Unplugged fick de en möjlighet att visa upp en mjukare sida som artister och han tyckte det var roligt att vara med i programmet.

## Lansering och marknadsföring
Nirvanas uppträdande på MTV Unplugged sändes för första gången på MTV den 14 december 1993. Denna sändning samt de efterföljande sändningarna var inte fullständiga utan hade blivit redigerade av MTV. Några av låtarna sändes i en annan ordning än Nirvana hade uppträtt med dem: "Dumb" sändes som låt nummer fyra, "The Man Who Sold the World" som låt nummer fem och "Pennyroyal Tea" som låt nummer sex. Utöver detta klipptes två av låtarna, "Something in the Way" och "Oh, Me", bort från sändningarna. "Oh, Me" var en av låtarna bröderna Kirkwood uppträdde på och Coletti har sagt att den inte klipptes bort från sändningarna i ett försök att minimera deras medverkan utan att alla låtar ändå kom med på CD-utgåvan.

Scott Litt togs in som hjälp att producera MTV Unplugged in New York efter att de ursprungliga planerna att lansera ett dubbelalbum under namnet Verse Chorus Verse hade fallerat.

Den 8 april 1994 hittades Cobain död i sin bostad i Seattle och dödsorsaken stämplades som självmord genom ett hagelskott avlossat mot huvudet. I och med denna händelse upplöstes Nirvana. Som en följd av Cobains död började MTV sända Nirvanas uppträdande på MTV Unplugged upprepade gånger. Efterfrågan på nytt Nirvana-material ökade lavinartat och i ett försök att möta denna efterfråga samt att förhindra bootlegs torgförde DGC Records i augusti 1994 ett dubbelalbum med Nirvana under namnet Verse Chorus Verse, som utöver deras uppträdande på MTV Unplugged också skulle innehålla konsertuppträdanden med bandet från 1989–1994. Dock avbröts arbetet med Verse Chorus Verse efter bara en vecka eftersom processen visade sig vara för känslomässigt svår för Novoselic och Grohl. De föreslog istället att DGC enbart skulle släppa ett album med Nirvanas uppträdande på MTV Unplugged och som hjälp att producera detta album (som fick namnet MTV Unplugged in New York) togs Scott Litt in, som hade arbetat med bandet tidigare.
MTV Unplugged in New York släpptes på CD den 31 oktober 1994 i Sverige och den 1 november 1994 i USA. Albumet debuterade på plats 1 på Billboard 200 och 310 500 kopior såldes den första veckan, vilket var de högsta siffrorna någonsin under en öppningsvecka för ett Nirvana-album. I början av 1995 hade MTV Unplugged in New York gått om bandets sista studioalbum In Utero i försäljningssiffrorna med 6,8 miljoner sålda kopior. MTV Unplugged in New York hade även framgångar utanför USA och nådde plats 1 på topplistorna i Australien, Kanada, Spanien, Nya Zeeland, Frankrike, Storbritannien och Österrike. I Sverige nådde albumet som bäst plats 2.
Endast en singel släpptes från MTV Unplugged in New York, vilket var "About a Girl" den 24 oktober 1994. Några av låtarna släpptes dock som promosinglar och dessa var "All Apologies", "Polly", "The Man Who Sold the World", "Where Did You Sleep Last Night" och "Lake of Fire". Från Nirvanas uppträdande på MTV Unplugged redigerades också tre musikvideor ihop för "All Apologies", "About a Girl" och "The Man Who Sold the World" och dessa släpptes kort efter albumets lansering. "All Apologies" och "The Man Who Sold the World" släpptes 2002 på samlingsalbumet Nirvana samt att "About a Girl" och "All Apologies" släpptes på Icon. "Where Did You Sleep Last Night" kom med som en B-sida på singeln "Pennyroyal Tea", då under namnet "Where Did You Sleep Last Night (In the Pines)".
MTV Unplugged in New York har även släppts på DVD, vilket skedde den 19 november 2007 i Sverige och den 20 november 2007 i USA; en 75 sekunder lång trailer hade tidigare släppts den 15 november samma år. DVD-utgåvan innehåller hela Nirvanas uppträdande på MTV Unplugged, vilket även inkluderar "Something in the Way" och "Oh, Me" som klipptes bort från sändningarna på MTV. Förutom detta innehåller DVD-utgåvan MTV News-reportaget Bare Witness: Nirvana Unplugged från 1999 samt fem låtar ("Come as You Are", "Polly", "Plateau", "Pennyroyal Tea" och "The Man Who Sold the World") från bandets generalrepetition inför uppträdandet. Denna utgåva nådde upp till listplacering 3 i Australien respektive 6 i USA. 2019, tjugofem år efter albumets ursprungliga lansering, släppte DGC Records och Universal Music Enterprises en 25th Anniversary Edition av MTV Unplugged in New York.

## Mottagande och eftermäle

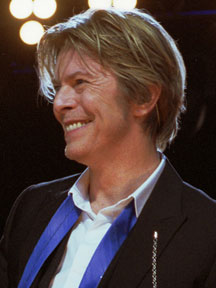
David Bowie har sagt att han uppskattade Nirvanas coverversion av "The Man Who Sold the World" och att han gärna hade samarbetat med Cobain om möjligt.

När MTV Unplugged in New York lanserades fick albumet främst positiva reaktioner. Eftersom Cobain hade avlidit enbart några månader innan albumet släpptes uppmärksammade vissa recensenter att MTV Unplugged in New York präglades av en begravningskänsla och påpekade att fem av de sex coverlåtarna Nirvana uppträdde med under MTV Unplugged nämnde död på ett eller annat sätt. Robert Christgau kallade albumet för ett "oavsiktligt testamente", på vilket han ansåg att Cobain uppträdde bättre än både Lou Barlow och Eddie Vedder samt att hans skrev att Cobains röst påminde om John Lennons på John Lennon/Plastic Ono Band. Christgau gav albumet betyget A. Stephen Thomas Erlewine på Allmusic skrev i sin recension att MTV Unplugged in New York var ett "naket" och "känslomässigt" album där lyssnaren kunde höra hur Cobains smärta och självmordsbenägenhet lyste igenom. Erlewine menade att detta gjorde det svårt att lyssna på albumet flera gånger i rad och han betygsatte det 5 av 5. Christoffer Pettersson på Dagensskiva.com skrev att Cobain verkade ge allt under sitt uppträdande och att han spelade med stor inlevelse. Pettersson nämnde att "[d]et här är en skiva som passar perfekt när man kommer hem på fredagen och inte har någon att tillbringa kvällen med och skolan går dåligt och man bara vill gå och dra nåt gammalt över sig. Då fångar [...] [MTV] Unplugged in New York ens känsloläge perfekt." Pettersson gav albumet 10 av 10 i betyg. David Browne på Entertainment Weekly kommenterade att MTV Unplugged in New York inte skulle ses som Cobains självmordsbrev även om han visade förståelse för att det i efterhand var lätt att göra så. Browne skrev att Nirvanas uppträdande, tillsammans med Claptons tidigare uppträdande, på MTV Unplugged skulle bli programmets bestående bidrag till världen och han gav albumet A i betyg. Ben Thompson på Mojo var även han positiv till albumet och ansåg att i de flesta fall med MTV Unplugged-album kändes det som att delar av upplevelsen gick förlorad eftersom lyssnaren bara fick höra musiken, men inte se själva uppträdandet. Thompson menade att i Nirvanas fall var detta faktiskt en fördel eftersom hela uppträdandet var för intensivt att uppleva om och om igen. John Harris på New Musical Express jämförde upplevelsen av att lyssna på MTV Unplugged in New York med den att lyssna på The Beatles "A Day in the Life" eller The Jimi Hendrix Experiences "Burning of the Midnight Lamp". Harris nämnde att de bristfälligheter som fanns i låtarna gick att överse och han betygsatte albumet 9 av 10. Andrew Wallace Chamings på The Atlantic Monthly var positiv i sin recension och kallade MTV Unplugged in New York för ett av de bästa livealbumen någonsin. Chamings noterade även att död var ett tema som genomsyrade varenda ton på albumet, men att det inte hindrade MTV Unplugged in New York från att vara ett mästerverk.
Chris Cottingham på The Guardian hade en blandad uppfattning om albumet och var tveksam ifall MTV Unplugged in New York var ett "briljant självmordsbrev" eller om den generella åsikten om albumet enbart har varit positiv på grund av Cobains död. Cottingham slutade av sin recension med att skriva att Nirvanas uppträdande på MTV Unplugged är vad lyssnaren gör det till. Sid Smith från BBC Music var negativ i sin recension av albumet och ansåg att Nirvanas låtar inte passade som akustiska, med undantag av "Something in the Way". Smith tyckte att albumet fick bra betyg av andra recensenter främst eftersom Cobain sågs som en sorts martyr och han skrev att MTV Unplugged in New York överlag var ett ganska andefattigt album.
Även DVD-utgåvan av MTV Unplugged in New York fick främst positiva reaktioner. Jeffrey Kauffman på Dvdtalk.com rekommenderade starkt DVD-utgåvan och skrev att både bild- och ljudkvaliteten var utmärkt. Kauffman slutade av sin recension med att skriva att alla Nirvana-fans borde äga MTV Unplugged in New York, men att DVD-utgåvan även kunde intressera personer som inte tidigare lyssnat på bandet. Ryan Midnight på Geeksofdoom.com skrev att bildkvaliteten var kristallklar och att DVD-utgåvan i det närmaste replikerade känslan av att se Nirvanas uppträdande på plats. Midnights enda klagomål berörde MTV News-reportaget Bare Witness: Nirvana Unplugged, som han beskrev som "falskt" och "utan substans". John Metzger på The Music Box ansåg att ljudkvaliteten var effektfull och att MTV Unplugged in New York gav en fullständig bild över hur Nirvana kände inför och under uppträdandet. Metzger gav DVD-utgåvan betyget 4 av 5. Robert Hilburn på Los Angeles Times var positiv i sin recension av MTV Unplugged in New York och skrev att det "milda" och "intima" uppträdandet av Nirvana borde ha samma plats i historieböckerna som Elvis Presleys 68 Comeback Special. Ted Chase på QRO ansåg att det inte fanns särskilt mycket extramaterial på DVD-utgåvan, men att den lyckligt nog innehöll några guldkorn. Chase beklagade sig över den bristfälliga textningen, men skrev att även om ingen verkligen behövde äga MTV Unplugged in New York betydde det inte att inte Nirvanas uppträdande var bra. Han gav DVD-utgåvan betyget 8,6 av 10. Alastair McKay på Uncut gav inga direkta kommentarer om DVD-utgåvan i sig utan kommenterade främst Nirvanas uppträdande. McKay betygsatte MTV Unplugged in New York 4 av 10.
MTV Unplugged in New York vann 1996 en Grammy Award i kategorin Best Alternative Music Performance. Rolling Stone placerade först albumet på plats 311 på listan "The 500 Greatest Albums of All Time" 2003, men när listan gjordes om 2012 hamnade albumet istället på plats 313. Rolling Stone har även placerat albumet på plats 5 på listan "1994: The 40 Best Records From Mainstream Alternative's Greatest Year", plats 95 på listan "100 Best Albums of the Nineties", plats 1 på listan "MTV Unplugged: The 15 Best Episodes" samt att läsarna av tidskriften röstade fram MTV Unplugged in New York på plats 8 på listan "The 10 Best Live Albums of All Time". Q placerade albumet på plats 77 på deras lista "Q Readers All Time Top 100 Albums" och plats 52 på listan "Q Readers Best Albums Ever" samt att de 1994 nominerade MTV Unplugged in New York som ett av tio album på listan "Album of the Year", där vinnaren av utmärkelsen var Blurs Parklife. New Musical Express placerade albumet på plats 6 på deras lista "The 50 Greatest Live Albums of All Time" och i juli 2014 tog Guitar World med MTV Unplugged in New York som ett av albumen på listan "50 Iconic Albums That Defined 1994". Michael Ray på Encyclopædia Britannica Online utsåg Nirvanas uppträdande på MTV Unplugged till ett av de tio mest klassiska ögonblicken i MTV:s historia och på en liknande lista över de trettio bästa ögonblicken i MTV:s historia placerade David McNamee på The Guardian Nirvanas uppträdande på plats 2. RAW hade med albumet på plats 6 på listan "Albums of 1994".
Meat Puppets har i efterhand sagt att de fick mer uppmärksamhet och att de blev tagna mer på allvar av skivbolagen efter sitt uppträdande tillsammans med Nirvana. Meat Puppets nämnde även att de i vissa fall felaktigt har blivit antagna för att vara ett Nirvana-coverband, men att detta inte gjorde dem särskilt upprörda. David Bowie har sagt att han uppskattade Nirvanas coverversion av "The Man Who Sold the World" och att han gärna hade samarbetat med Cobain om möjligt. Dock kände sig Bowie irriterad över det faktum att en del personer trodde att det var han som spelade en Nirvana-låt när han uppträdde med "The Man Who Sold the World" på konserter istället för tvärtom. I februari 2016 uppträdde Grohl, Novoselic, Smear och Beck med "The Man Who Sold the World", vilken tillägnades Cobain och Bowie. Novoselic har uppträtt tillsammans med The Vaselines när de spelade "Jesus Doesn't Want Me for a Sunbeam". Både Meat Puppets och The Vaselines medverkade på Newermind, vilket är ett hyllningsalbum till Nevermind, som släpptes av Spin under 2011.
Red Hot Chili Peppers parodierade Nirvanas uppträdande på MTV Unplugged i musikvideon till "Dani California" från Stadium Arcadium. En 7"-samlarfigur har skapats av National Entertainment Collectibles Association (NECA) föreställande Cobain så som han såg ut under uppträdandet på MTV Unplugged. Den kofta Cobain hade på sig under uppträdandet såldes i november 2015 på auktion vid Julien's Auctions i Los Angeles för 1,2 miljoner kronor och den Martin D-18E-gitarr han spelade på under uppträdandet gavs av Love till Frances Bean Cobain, som i sin tur gav den till sin dåvarande make, Isaiah Silva. Både Love och hennes dotter har dock förnekat att Silva mottog gitarren som en bröllopspresent, något Silva hävdade. Martin D-18E-gitarren såldes på auktion vid Julien's Auctions i juni 2020 till en summa av 57 miljoner kronor och därmed satte auktionen fem nya rekord: världens dyraste gitarr, världens dyraste akustiska gitarr, världens dyraste Martin-gitarr, världens dyraste memorabilia och världens dyraste Nirvana-memorabilia.

## Låtlista
Alla låtar är skrivna och komponerade av Kurt Cobain, om inte annat anges. 
| Nr           | Titel                               | Kompositör                  | Längd |
| ------------ | ----------------------------------- | --------------------------- | ----- |
| 1.           | About a Girl                        |                             | 3:37  |
| 2.           | Come as You Are                     |                             | 4:13  |
| 3.           | Jesus Doesn't Want Me for a Sunbeam | Eugene Kelly, Frances McKee | 4:37  |
| 4.           | The Man Who Sold the World          | David Bowie                 | 4:20  |
| 5.           | Pennyroyal Tea                      |                             | 3:40  |
| 6.           | Dumb                                |                             | 2:52  |
| 7.           | Polly                               |                             | 3:16  |
| 8.           | On a Plain                          |                             | 3:44  |
| 9.           | Something in the Way                | Cobain, Mark Lanegan        | 4:01  |
| 10.          | Plateau                             | Curt Kirkwood               | 3:37  |
| 11.          | Oh, Me                              | Kirkwood                    | 3:26  |
| 12.          | Lake of Fire                        | Kirkwood                    | 2:56  |
| 13.          | All Apologies                       |                             | 4:23  |
| 14.          | Where Did You Sleep Last Night      | Huddie William Ledbetter    | 5:08  |
| Total längd: | Total längd:                        | Total längd:                | 53:50 |

## Medverkande
- Kurt Cobain – sång och akustisk gitarr
- Krist Novoselic – akustisk basgitarr, dragspel på "Jesus Doesn't Want Me for a Sunbeam", akustisk gitarr på "Plateau", "Oh, Me" och "Lake of Fire"
- Dave Grohl – trummor, sång, akustisk basgitarr på "Jesus Doesn't Want Me for a Sunbeam"
- Pat Smear – akustisk gitarr

### Övriga medverkande
| - Lori Goldston – cello - Curt Kirkwood – akustisk gitarr på "Plateau", "Oh, Me" och "Lake of Fire" - Cris Kirkwood – akustisk gitarr på "Plateau" och "Oh, Me", akustisk basgitarr på "Lake of Fire", sång på "Plateau" och "Lake of Fire" - Nirvana – producent - Scott Litt – producent - Joel Stillerman – exekutiv producent på MTV - Alex Coletti – producent på MTV - Beth McCarthy – regissör på MTV | - Mark Kates – A&R - Robert Fisher – art direction och design - Vartan Kurjian – art direction - Meire Murakami – design - Jennifer Youngblood-Grohl – fotografi - Frank Micelotta – fotografi - Stephen Marcussen – mastering (CD) - Bob Ludwig – mastering (DVD) |

## Topplistor

### CD
| Land eller världsdel | Högsta listplacering |
| -------------------- | -------------------- |
| Australien           | 1                    |
| Belgien              | 3                    |
| Finland              | 3                    |
| Frankrike            | 1                    |
| Grekland             | 47                   |
| Japan                | 20                   |
| Kanada               | 1                    |
| Nederländerna        | 2                    |
| Norge                | 6                    |
| Nya Zeeland          | 1                    |
| Schweiz              | 3                    |
| Spanien              | 1                    |
| Storbritannien       | 1                    |
| Sverige              | 2                    |
| Tyskland             | 6                    |
| USA                  | 1                    |
| Österrike            | 1                    |

### DVD
| Land eller världsdel | Högsta listplacering |
| -------------------- | -------------------- |
| Australien           | 3                    |
| USA                  | 6                    |

## Certifikat

### CD
| Land eller världsdel | Certifikat |
| -------------------- | ---------- |
| Belgien              | 3× platina |
| Brasilien            | Platina    |
| Europa               | 2× platina |
| Finland              | Guld       |
| Frankrike            | 2× platina |
| Italien              | Guld       |
| Japan                | Platina    |
| Kanada               | 9× platina |
| Norge                | Platina    |
| Polen                | Platina    |
| Schweiz              | 2× platina |
| Spanien              | 2× platina |
| Storbritannien       | 2× platina |
| Sverige              | Guld       |
| USA                  | 5× platina |
| Österrike            | 2× platina |

### DVD
| Land eller världsdel | Certifikat |
| -------------------- | ---------- |
| Australien           | Platina    |
| Nya Zeeland          | Platina    |
| Storbritannien       | Platina    |